# 雷克尔维茨
雷克尔维茨（德語：Räckelwitz）是德国萨克森州的市镇，隶属于包岑县。总面积为11.51平方千米，截至2023年12月31日总人口为1,145人。